# میکائل اندرسون
میکائل اندرسون (انگلیسی: Mikael Anderson؛ زادهٔ ۱ ژوئیهٔ ۱۹۹۸) بازیکن فوتبال اهل ایسلند است.
از باشگاه‌هایی که در آن بازی کرده‌است می‌توان به باشگاه فوتبال اکسلسیور و باشگاه فوتبال میتیولن اشاره کرد.
وی همچنین در تیم ملی فوتبال ایسلند بازی کرده‌است.